# 妹は僕に手を出すなっ!
『妹は僕に手を出すなっ!』（いもうとはぼくにてをだすなっ!）は著者・木緒なちのイラスト・久坂宗次のライトノベル。単行本はGA文庫より発売されている。公式略称は「いもすな」。

## あらすじ
ツンの妹・晶と二人で暮らしていた高校二年生の孝美は、(妹との不和を除けば)安寧を享受していた。しかし、相模坂高校が新入生を歓迎してから二ヶ月――つまり六月のある日、突如としてデレ妹・シズカが学校に黒塗りの高級車で乗り入れ現れて、その平和な日常を蹂躙した。孝美に迫るデレの妹に、それを阻止しようと翻弄するツンの妹、さらには従妹や飛び級少女、幼馴染(や部員)も加わり、平和であった孝美の学園生活は修羅場と化す。

## 登場人物
藤本 孝美（ふじもと たかよし）
高校２年の草食系男子。なで肩細身。身長165cm。体重56kg。一人称は「僕」。性格は温和。ツンの妹・晶と二人暮らしをしていた。
藤本 晶（ふじもと あきら）
孝美の妹。身長150cm。体重44kg。気の強さと冷徹さにおいて一部では定評があり、孝美・シズカ(稀にその他の人間)に対して辛辣な態度をとる。
シズカ・ルビンシュタイン
晶の双子の妹。
千林 都子（せんばやし みやこ）
孝美の幼馴染にして、性格を除けば完璧な美少女。
サディナ・ハーラン

野沢 葉月（のざわ はづき）

加治木 章一（かじき しょういち）
孝美の友人。

## 書籍
1. 2012年6月30日初版発行（6月15日発売） ISBN 978-4-7973-6990-8
2. 2012年10月31日初版発行(10月15日発売) ISBN 978-4-7973-7201-4
3. 2013年4月30日初版発行(4月15日発売) ISBN 978-4-7973-7287-8